# Castillo de Sumacárcel
El Castillo de Peñarroya o Castillo de Sumacárcel se sitúa sobre un gran promontorio en el término municipal de Sumacárcel, en la provincia de Valencia (España).

## Descripción
Construido con fábrica de tapial y mampostería sobre el primitivo núcleo de población, aprovecha la orografía para construir dos complejos separados a noroeste y sudeste, de los que actualmente sólo quedan algunos restos de muralla y bases de algunos torreones.

## Historia
Se trata de un castillo islámico con orígenes anteriores al siglo XI, que es abandonado en el siglo XIII al trasladarse la población junto al río Júcar, si bien contó con permiso para ser reconstruido en el siglo XIV.